# Нелидова, Лидия Филипповна
Ли́дия Фили́пповна Нели́дова (урождённая Королёва, в 1-м браке Ломовская, во 2-м браке Маклакова; 1851—1936) — русская писательница. Гражданская жена В. А. Слепцова в последние годы его жизни. С 1885 года — жена профессора Московского университета А. Н. Маклакова.
Известность ей принесла первая повесть «Полоса», отредактированная Слепцовым. Последующие произведения были не столь удачны.

## Произведения

### Повести и рассказы
- «Вестник Европы»:
  - «Полоса», 1879, книга Х;
  - «Воробьиные ночи», 1881, книга V—VII;
  - «Единственный случай», 1882, книга IV;
  - «Под Ивана Постного», 1892, книга VII,
  - «Неожиданный случай»,
  - «Лучше поздно, чем никогда»

- «Неделя»
  - «Не для всякого», 1879, № 1;
  - «Светопреставление», 1882, № 6;
  - «Маленькая экскурсия», 1885, № 2;
  - «Своего не минуешь», 1885, № 9.

- «Артист»
  - «Решение», 1894,

- «Мир Божий»:
  - «Современная помещица Коробочка», 1901, книга I—III;
  - «Последнее путешествие», 1903, книга III.

Печатала также свои очерки в «Рус. Вед.» и «Книжках Недели».
Напечатала также ряд рассказов для детского чтения, из которых отдельно изданы:
- «Девочка Лида. Рассказ для детей» (1876)
- «Радость» (1905), сборник рассказов

### Публицистика
- «Письма из Феодосии» («Вестник Европы», 1880, № 5)
- «Из поездки на Волгу в голодный год» («Вестник Европы», 1893, книги III—IV),

### Воспоминания
- Воспоминания об И. С. Тургеневе // Русские ведомости. — М., 1884. — № 238—239.
- Встречи с Н. А. Некрасовым // Русское богатство. — М., 1894. Кн XII.
- Памяти П. А. Стрепетовой // Русская мысль. — М., 1903. — Кн. XII.
- Эртель в его письмах // Русская мысль. — М., 1909. — Кн. I.
- Памяти Тургенева: воспоминания // Вестник Европы. — 1909. — Кн. IX.
- Памяти Г. А. Лопатина // Голос минувшего. — 1923. — № 3.
- На малой земле // Василий Слепцов: Неизвестные страницы / АН СССР. Ин-т мировой лит. им. А. М. Горького. — М. : Изд-во АН СССР, 1963. — Т. 71. — 547 с. — (Литературное наследство / ред.: И. И. Анисимов (гл. ред.), Д. Д. Благой  … [и др.] ; т. 71). — 3500 экз. — ISSN 0130-3627. — биографический роман о Слепцове
- Воспоминания о Гончарове и Тургеневе // Из истории русской литературы и общественной мысли. 1860—1890-е гг. / АН СССР. Ин-т мировой лит. им. А. М. Горького. — М. : Наука, 1977. — Т. 87. — 727 с. — (Литературное наследство / ред.: В. Р. Щербина (гл. ред.), В. Г. Базанов  … [и др.] ; т. 87). — 19 500 экз. — ISSN 0130-3627.